# NGC 6196
NGC 6196 (другие обозначения — IC 4615, UGC 10482, MCG 6-36-58, ZWG 196.88, PGC 58644) — галактика в созвездии Геркулес.
Этот объект входит в число перечисленных в оригинальной редакции «Нового общего каталога».